# Governo do Estado do Amazonas
O Governo do Estado do Amazonas ou Poder Executivo do Estado do Amazonas é chefiado pelo governador do estado do Amazonas, que é eleito em sufrágio universal e voto direto e secreto pela população local para mandatos de quatro anos de duração, podendo ser reeleito para mais um mandato. O Amazonas é um estado brasileiro da região Norte, com seus 4,2 milhões de habitantes e tendo Manaus como capital. Sua sede é o Palácio do Governo.
O estado do Amazonas, assim como o Brasil, é governado por três poderes, o executivo, representado pelo Governo do Amazonas, o legislativo, representado pela Assembleia Legislativa do Amazonas, e o judiciário, representado pelo Tribunal de Justiça do Estado do Amazonas.

## Executivo
- Governador: Wilson Miranda Lima
- Vice-Governador: Carlos Almeida

A estrutura governamental do Poder Executivo amazonense é composta por secretarias, autarquias, órgãos, empresas públicas, unidades gestoras, fundações públicas e sociedades de economia mista. Elas estão divididas no âmbito da Administração Direta e Administração Indireta estadual.
| Secretaria                                                                                               | Secretário(a) de Estado | Subsecretário(a) ou Secretario(a) Executivo(a) |
| --- | --- | --- |
| Chefia da Casa Civil                                                                                     | Flávio Cordeiro Antony Filho | |
| Chefia da Casa Militar                                                                                   | Cel. QOPM Fabiano Machado Bó | Cel. QOPM Michel Anderson Holanda Pereira |
| Chefia do Gabinete Particular do Governador                                                              | Lúcia Carla Gama Rodrigues | Luiz Cláudio da Silveira Gomes |
| Procuradoria Geral do Estado (PGE-AM)                                                                    | Alberto Bezerra de Melo | Victor Fabian Soares Cipriano |
| Secretaria da Fazenda (SEFAZ)                                                                            | Alex Del Giglio | Alana Barbosa Valério Tomaz |
| Secretaria de Administração e Gestão (SEAD)                                                              | Inês Carolina Barbosa Ferreira Simonetti Cabral | |
| Secretaria de Planejamento e Desenvolvimento, Ciência, Tecnologia, Inovação e Geodiversidade (SEPLANCTI) | Jório de Albuquerque Veiga Filho | Tatiana Schor |
| Secretaria de Comunicação Social (SECOM)                                                                 | Daniela Lemos Assayag | Cristiane Mota de Carvalho |
| Secretaria de Relações Institucionais do Amazonas (SERINS)                                               | Adriano Mendonça Ponte | Manoel Cornélio da Costa e Silva |
| Secretaria Executiva (Vice-Governadoria)                                                                 | Carlos Alberto Souza de Almeida Filho | Miltinho Castro da Silva |
| Secretaria de Estado de Justiça, Direitos Humanos e Cidadania (SEJUSC)                                   | Caroline da Silva Braz | Caroline Ortiz Simonetti |
| Secretaria de Estado da Saúde (SUSAM)                                                                    | Rodrigo Tobias de Sousa Lima | Vanessa Lima do Nascimento |
| Secretaria de Estado de Educação e Qualidade de Ensino (SEDUC)                                           | Luiz Castro de Andrade Neto | Luís Fabian Pereira Barbosa |
| Secretaria de Estado de Segurança Pública (SSP)                                                          | Cel. QOPM Louismar de Matos Bonates | Cel. QOPM Anézio Brito de Paiva |
| Secretaria de Estado da Assistência Social (SEAS)                                                        | Márcia de Souza Sahdo | Maria Joseilda da Silva Pinheiro |
| Secretaria de Estado do Trabalho (SETRAB)                                                                | Neila Maria Dantas Azrak | Almir Albuquerque dos Santos Anselmo |
| Secretaria de Estado da Cultura (SEC)                                                                    | Marcos Apolo Muniz de Araújo | Sigrid Ramos Cetraro |
| Secretaria de Estado de Infraestrutura (SEINFRA)                                                         | Carlos Henrique dos Reis Lima | Marcellus José Barroso Campêlo |
| Secretaria de Estado do Meio Ambiente (SEMA)                                                             | Eduardo Costa Taveira | Vanylton Bezerra dos Santos |
| Secretaria de Estado de Política Fundiária (SPF)                                                         | Carlos Henrique dos Reis Lima | Geysa Mitz Dantas Guimarães |
| Secretaria de Produção Rural (SEPROR)                                                                    | Petrúcio Pereira de Magalhães Júnior | Lúcio Meirelles da Silva Bezerra de Menezes |
| Secretaria de Estado da Juventude, Esporte e Lazer (SEJEL)                                               | Caio André Pinheiro de Oliveira | Adriano Augusto Braga Monteiro |
| Secretaria de Estado dos Direitos das Pessoas com Deficiência (SEPED)                                    | Viviane Pereira da Silva Lago Lima | |
| Secretaria de Estado de Desenvolvimento da Região Metropolitana de Manaus (SRMM)                         | Carlos Henrique dos Reis Lima (interino) | |
| Secretaria de Estado de Administração Penitenciária (SEAP)                                               | Cel. QOPM Marcus Vinícius Oliveira de Almeida | Paulo César Gomes de Oliveira Júnior |
| Conselho Estadual de Desenvolvimento do Estado do Amazonas (CODAM)                                       | Governador do Estado | Secretário da SEPLANCTI |
| Comissão Geral de Licitação do Poder Executivo (CGL)                                                     | Walter Siqueira Brito | Andréa Lasmar de Mendonça Ramos |
| Controladoria Geral do Estado (CGE)                                                                      | Alessandro Moreira Silva | |
| Polícia Civil (PC)                                                                                       | José Lázaro Ramos da Silva | Orlando Dário Góis do Amaral |
| Polícia Militar (PMAM)                                                                                   | Cel. QOPM Ayrton Ferreira do Norte | Cel. QOPM Disney de Lima Brilhante |
| Corpo de Bombeiros Militar (CBMAM)                                                                       | Cel. QOBM Danízio Valente Gonçalves Neto | Cel. QOBM Elenildo Rodrigues Farias |
| Chefia do Escritório de Representação do Governo em São Paulo (ERG)                                      | Leandro Souza Benevides | |
| Fundo de Promoção Social e Erradicação da Pobreza (FPS)                                                  | Kathelen de Oliveira Braz dos Santos | Saulo Moysés Rezende da Costa |
| Programa Social e Ambiental dos Igarapés de Manaus (PROSAMIM)                                            | Governo do Estado do Amazonas, Banco Interamericano de Desenvolvimento, Caixa Econômica Federal, Sociedade Civil Organizada, e Órgãos Municipais, Estaduais e Federais. | Governo do Estado do Amazonas, Banco Interamericano de Desenvolvimento, Caixa Econômica Federal, Sociedade Civil Organizada, e Órgãos Municipais, Estaduais e Federais. |
| Universidade do Estado do Amazonas (UEA)                                                                 | Cleinaldo de Almeida Costa | Mario Augusto Bessa de Figueiredo |

| Secretaria                                                                                     | Secretário(a) de Estado              | Subsecretário(a) ou Secretario(a) Executivo(a) |
| ---------------------------------------------------------------------------------------------- | ------------------------------------ | ---------------------------------------------- |
| Imprensa Oficial do Estado do Amazonas (IOA)                                                   | Mário Jumbo Miranda Aufiero          |                                                |
| Departamento Estadual de Trânsito do Amazonas (DETRAN-AM)                                      | Roodrigo de Sá Barbosa               |                                                |
| Junta Comercial do Estado do Amazonas (JUCEA)                                                  | Enio Ferrarini                       |                                                |
| Superintendência de Habitação do Amazonas (SUHAB)                                              | Keila Cristina Cunha da Silva        |                                                |
| Instituto de Pesos e Medidas do Amazonas (IPEM-AM)                                             | Márcio André de Oliveira Brito       |                                                |
| Instituto de Proteção Ambiental do Amazonas (IPAAM)                                            | Juliano Marcos Valente de Souza      |                                                |
| Instituto de Desenvolvimento Agropecuário e Florestal Sustentável do Estado do Amazonas (IDAM) | Tomás Igo Munoz Sanches              |                                                |
| Centro de Educação Tecnológica do Amazonas (CETAM)                                             | José Augusto de Melo Neto            |                                                |
| Superintendência Estadual de Navegação, Portos e Hidrovias (SNPH)                              | Jorge de Almeida Barroso             |                                                |
| Instituto de Defesa do Consumidor (PROCON-AM)                                                  | Jalil Fraxe Campos Freitas de Araújo |                                                |
| Agência Reguladora dos Serviços Públicos Concedidos do Estado do Amazonas (ARSAM)              | Acram Salameh Isper Júnior           |                                                |
| Agência de Defesa Agropecuária e Florestal do Estado do Amazonas (ADAF)                        | Alexandre Henrique Freitas de Araújo |                                                |
| Fundação de Medicina Tropical Heitor Vieira Dourado (FMT- HVD)                                 | Marcus Vinitius de Farias Guerra     |                                                |
| Fundação Alfredo da Matta (FUAM)                                                               | Ronaldo Derzy Amazonas               |                                                |
| Fundação Centro de Controle de Oncologia do Estado do Amazonas (FCECON)                        | Gerson Antônio dos Santos Mourão     |                                                |
| Fundação de Hematologia e Hemoterapia do Amazonas (HEMOAM)                                     | Nelson Abrahim Fraiji                |                                                |
| Fundação Hospital Adriano Jorge (FHAJ)                                                         | Christianny Costa Sena               |                                                |
| Fundação de Vigilância em Saúde do Amazonas (FVS)                                              | Rosemary Costa Pinto                 |                                                |
| Fundação Hospital do Coração Francisca Mendes (HUFM)                                           | Juliana Dias Palheta Braga           |                                                |
| Fundação Televisão e Rádio Cultura do Amazonas (FUNTEC)                                        | Oswaldo Lopes Filho                  |                                                |
| Fundação de Amparo à Pesquisa do Estado do Amazonas (FAPEAM)                                   | Márcia Perales Mendes Silva          |                                                |
| Fundo Previdenciário do Estado do Amazonas (AMAZONPREV)                                        | André Luiz Zogahib                   |                                                |
| Fundação Estadual do Índio (FEI)                                                               | Edivaldo dos Santos Oliveira         |                                                |
| Processamento de Dados Amazonas S.A (PRODAM)                                                   | João Guilherme de Moraes Silva       |                                                |
| Companhia de Desenvolvimento do Estado do Amazonas (CIAMA)                                     | Aluízio Brasil Barbosa Ferreira      |                                                |
| Companhia de Gás do Amazonas (CIGÁS)                                                           | Renée Levy                           |                                                |
| Empresa Estadual de Turismo do Amazonas (Amazonastur)                                          | Roselene Silva de Medeiros           |                                                |
| Agência de Fomento do Estado do Amazonas (AFEAM)                                               | Marcos Vinícius Cardoso de Castro    |                                                |
| Agência de Desenvolvimento Sustentável do Amazonas (ADS)                                       | Michelle Macedo Bessa                |                                                |
| Agência Amazonense de Desenvolvimento Cultural (AADC)                                          | Edval Machado Júnior                 |                                                |
| Agência Amazonense de Desenvolvimento Econômico e Social (AADES)                               | José Nilmar Alves de Oliveira        |                                                |
| Companhia de Saneamento do Amazonas (COSAMA)                                                   | Armando Silva do Valle               |                                                |